# Whittier (Caroline du Nord)
Pour les articles homonymes, voir Whittier.
Whittier est une census-designated place située dans les comtés de Jackson et de Swain, dans l’État de Caroline du Nord, aux États-Unis. Lors du recensement de 2020, elle comptait 25 habitants.